# 기하학사

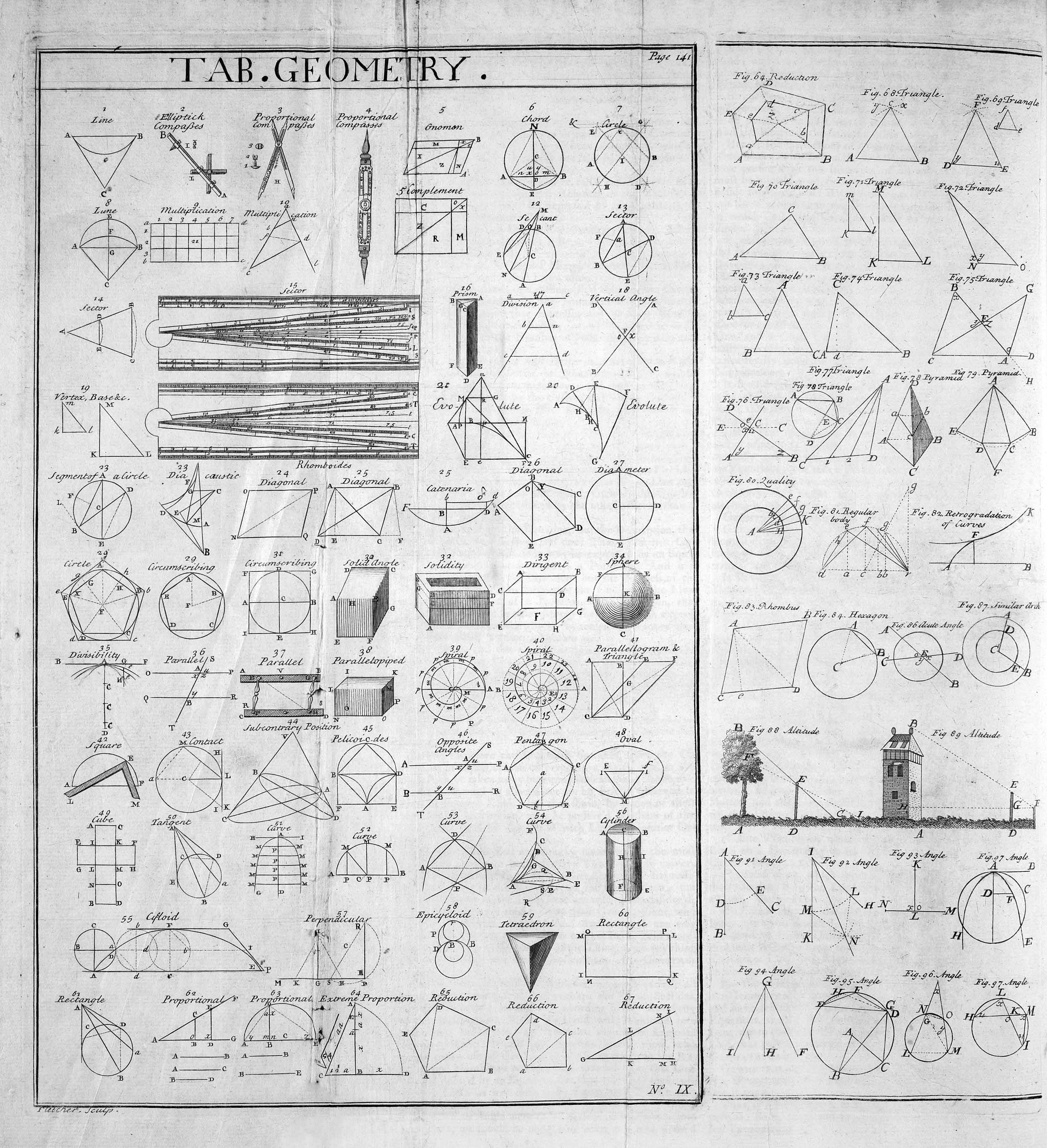

기하학의 역사는 고대 문명의 발전과 함께 시작되었다. 세계의 여러 고대 문명에서 농경과 건축을 위해 기하학을 사용하였다. 메소포타미아의 여러 도시 유적과 고대 이집트의 피라미드, 모헨조다로의 유적들은 당시 사람들이 기하학을 이용하여 건축물을 설계하고 축조하였음을 보여준다.
고대 그리스 시기에 형성된 고전 기하학은 컴퍼스와 자 작도를 기반으로 한 것이었다. 에우클레이데스는 고전 기하학을 정리하여 《원론》을 집필하였다. 《원론》의 내용은 20세기 중반까지도 유럽을 비롯한 여러 나라에서 교육되었다.
근대 이후 기하학은 매우 높은 수준의 추상적 개념들을 도입하였고, 수학 여러 분야에 의해 재편되었다. 대수학에 의해 재편된 해석기하학, 대수기하학 등을 비롯하여, 공리계에 대한 재검토를 바탕으로한 비유클리드 기하학, 호몰로지에 대한 탐구 등을 다루는 위상수학 등이 새롭게 정립되었다.

## 초기 기하학

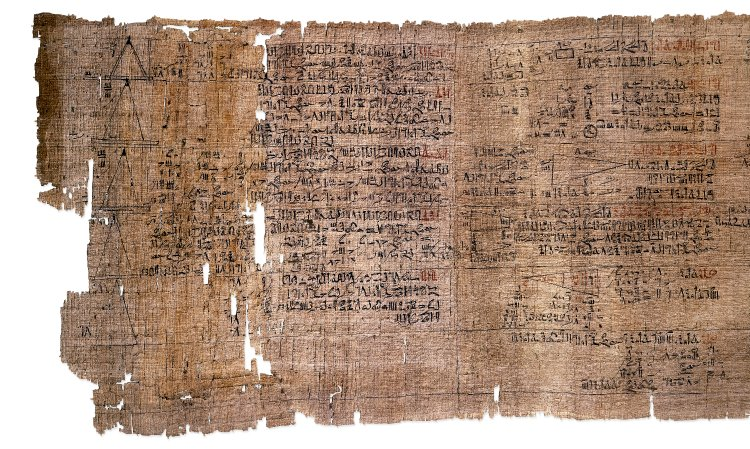
린드 수학 파피루스

세계의 여러 고대 문명에서 농경과 건축을 위해 기하학을 사용하였다. 메소포타미아 시기의 신화인 길가메시 서사시는 우루크의 성벽이 구운 벽돌로 지어진 것임을 자랑한다. 고대 수학은 크게 보아 산술과 기하로 나눌 수 있으며 대략 기원전 5000년부터 기원전 3000년 사이에 고대 동양 일부 지역에서 공학과 농업 및 상업적인 업무와 종교 의식을 보조하기 위한 실용적인 학문으로 등장하였다. 오늘날 남아있는 고대 수학 연구 기록은 주로 바빌로니아의 설형문자 점토판과 고대 이집트의 파피루스 문서에서 확인된다. 반면에 고대 인도에서 사용한 나무껍질이나 고대 중국에서 사용한 죽편은 쉽게 썩기 때문에 기하학에 대해 남겨진 기록이 거의 없다. 고대 문명기의 수학은 경험에 근거한 일종의 레시피로서 시행 착오에 의해 유래되었다.

### 고대 이집트의 기하학
고대 이집트의 수학자였던 아메스가 집필한 린드 수학 파피루스의 제30번 문제는 원의 넓이를 구하는 방법으로 다음과 같은 식을 제시하고 있다.
원의 넓이 ≈ [ (지름) x 8/9 ]2.
이는 원주율의 근사값을 3.160493… 로 계산한 것이다. 한편 제48번 문제에서는 원주율의 근사값으로 3.111…을 채택하고 있어 당시 사용한 원주율의 근사값이 여러 종류가 있었음을 알게 한다. 한편, 모스크바 수학 파피루스의 제14번 문제는 별다른 증명없이 사각뿔 절두체의 부피를 구하는 방법으로 다음과 같은 방식을 제시하고 있다.

이르기를, 밑면 한 변의 길이가 4이고 윗면 한 변의 길이는 2이며 높이가 6인 사각뿔 절두체가 있다면, 4를 거듭 제곱하면 16이 되고, 4와 2를 곱하면 8이 되며, 2의 거듭 제곱은 4가 되니, 16에 8과 4를 더하여 28을 구하라. 6의 1/3을 취하면 2가 되므로 28에 2를 곱하면 56이 된다. 보라, 56이 답임을 알게 될 것이다.

위 내용을 오늘날 사용하는 수식으로 표현하면 다음과 같다.
{\displaystyle V={\frac {1}{3}}h(a^{2}+ab+b^{2}).} h: 높이, a: 밑면 한 변의 길이, b: 윗면 한 변의 길이.
위 계산은 오늘날 사용되는 사각뿔 절두체의 부피를 구하는 식과 정확히 일치한다.

### 바빌로니아 수학
수메르 시기부터 메소포타미아 지역에서 발달한 바빌로니아 수학은 60진법에 기초를 둔 것이었다. 바빌로니아의 기수법은 1을 나타내는 '못 ' 모양의 문자와 10에 해당하는 '서까래' 모양의 문자를 조합하여 나타내었는데, 예를 들어 은 23을 뜻한다. 바빌로니아의 수학자들은 피타고라스의 정리를 알고 있었고, 이를 통하여 {\displaystyle {\sqrt {2}}}의 근사값을 계산하였다. 원주율은 3과 1/8, 즉 3.125로 계산하였다.

### 베다 시대 인도 수학
베다 시대인 기원전 700년 무렵 쓰인 샤타파타 브라마나(शतपथ ब्राह्मण, 일백 장의 제의서)에는 번제 의식을 위해 모양이 달라도 넓이가 같은 제단을 마련하는 방법이 적혀있다. 또한 술바 수트라에서는 제단의 마련을 위해 (3,4,5), (5,12,13)과 같이 당시 알려져 있던 피타고라스의 수를 언급하고 있다.

## 고전 기하학

에우클레이데스의 피타고라스 정리 증명

### 고대 그리스의 기하학
고대 그리스는 메소포타미아, 이집트와 같은 지역에서 발달한 기하학을 수용하여 고전 기하학을 정립하였다. 고대 그리스의 기하학은 자명하다고 인정되는 것에서부터 출발하여 기존에 알고 있는 것들 만으로 새로운 사실을 증명하는 연역적 방법을 정립하였다. 고대 그리스 이전의 수학 지식이 문제 해결을 위한 일종의 처방전 모음이었던데 비해 고대 그리스의 수학은 단계적으로 전개하여 필연적인 결론을 이끌어내는 추상적 논리학이 되었다.
기원전 600년부터 400년 사이 고대 그리스의 수학자들은 기존의 경험적 방법에 의한 문제 해결을 버리고 모든 수학적 결론은 반드시 연역적으로 증명되어야 한다고 결정하였다. 이러한 결정이 어떤 이유로 이루어진 것인지는 명확하지 않으나 경험적 주장이 진위를 가리기 힘들다는 점과 그리스인의 질서와 아름다움에 대한 집착이 영향을 주었을 것이다. 고대 그리스 시기의 수학에 대해 알 수 있는 자료는 프로클로스가 《원론》 주석서 머리에 소개한 〈에우데무스 요약〉이 거의 유일하다. 에우데무스는 아리스토텔레스의 제자로 〈요약〉에서 탈레스가 처음으로 수학적 지식의 증명을 시도하였으며, 원이 임의의 지름으로 이등분 된다는 것과 이등변삼각형의 두 밑각이 서로 같다는 점 등을 증명하였다고 소개하고 있다. 〈요약〉은 이어서 피타고라스 학파의 업적을 소개하고 있다. 피타고라스 학파의 일원이었던 치오스의 히포크라테스는 자명한 사실에서 연쇄적으로 유도되는 정리의 사실을 연결하여, 모든 기하학을 하나의 긴 사슬 형태로 논리적인 전개를 시도하였다.
자명한 사실에서 연역적 논리 전개에 따라 모든 기하학의 정리를 증명하는 시도는 에우클레이데스에 의해 집대성되었다. 헬레니즘 시기인 프톨레마이오스 왕조의 알렉산드리아에 살았던 에우클레이데스는 《원론》을 집필하여 주어진 정의와 공리만으로 수학 정리를 증명하는 방법을 완성하였다. 에우클레이데스는 먼저 기하학이 다루는 대상을 정의(定義)하고, 이러한 대상들이 갖는 자명하다고 인정되는 공리를 설정하였다. 《원론》은 다음과 같은 공리를 채택하고 있다.

1. 임의의 서로 다른 두 점 P, Q에 대해 두 점을 지나는 직선은 유일하다.
2. 임의의 두 선분 AB, CD에 대해 B가 A와 E 사이에 위치하고 선분 BE의 길이가 선분 CD의 길이와 같게 되는 점 E는 유일하다.
3. 점 O를 정점으로 하고 반지름이 OP인 원을 그릴 수 있다.
4. 모든 직각은 합동이다.
5. 하나의 직선 위에 있지 않은 점 P를 지나는 평행선은 유일하다.

《원론》은 위의 공리를 바탕으로 피타고라스의 정리와 같은 수학적 사실을 증명한다. 이렇게 증명된 수학적 사실을 정리(定理)라고 한다. 정의, 공리, 증명, 정리와 같은 논리적 단계는 오늘날에도 여전히 사용된다. 하나의 공리계에서 참으로 증명된 정리는 공리계가 바뀌지 않는 한 계속하여 참이 된다.

원에 외접하는 다각형과 내접하는 다각형의 둘레를 이용한 아르키메데스의 원주율 계산

아르키메데스는 에우클레이데스보다 후대의 사람으로 도형의 넓이와 부피의 계산에 탁월한 업적을 남겼다. 아르키메데스는 원의 넓이가 반지름의 거듭 제곱에 원주율을 곱한 것과 같다는 것을 증명하였고, 원주율의 근사값을 약 3.1416으로 계산하였다. 또한, 구의 부피는 같은 높이의 원기둥의 부피에 대해 3분의 2이라는 것을 증명하였으며, 포물선과 직선으로 둘러싸인 도형의 넓이를 구하는 방법을 발견하였다.

### 구장산술

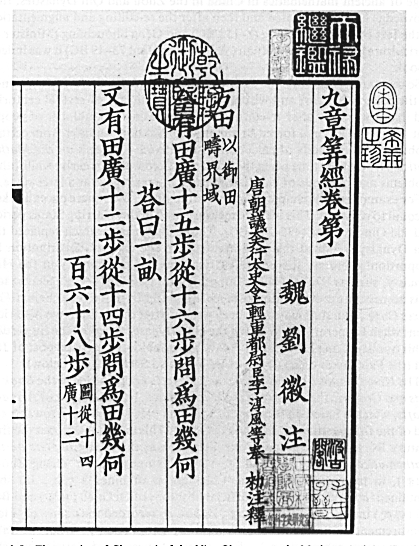
《위유휘주 구장산술》 제1권
첫 문제 "가로 15보 세로 16보가 되는 밭의 넓이는 얼마인가?"에서 幾何라는 말이 쓰인 것을 볼 수 있다.

《구장산술》은 기원후 179년 처음 발간 된 중국의 수학서로 최초의 저자는 알려져 있지 않다. 삼국시대 위나라의 유휘가 263년에 주석을 써서 정본(定本)이 되었는데, 그의 서문에 의하면 전한의 학자가 진나라 때의 유문을 모아서 편집한 것이라 한다. 당나라 때에는 이순풍(李淳風)의 주석이 더하여져, 관리의 교과서로 쓰인 산경십서 중의 하나로 채택되었다.
구장산술은 모두 아홉 개의 장으로 나뉘어 있는데, 도형의 넓이를 재는 방전(方田), 곡물 교역에서 환율을 계산하는 속미(粟米), 고저의 차이가 있는 봉록이나 조세의 비율 배분을 계산하는 쇠분(衰分), 제곱근의 계산과 원의 넓이를 다루는 소광(少廣), 토목공사의 공정과 부피를 계산하는 상공(商功), 운반거리의 멀고 가까움을 고려하여 비용을 동등하게 계산하는 복잡한 비율을 다루는 균수(均輸), 일차방정식의 해를 이용하여 남거나 모자람을 계산하는 영부족(盈不足), 양수와 음수가 섞여있는 연립일차방정식 계산을 위한 방정(方程), 피타고라스의 정리를 다루는 구고(勾股)로 이루어져 있다.
초기의 구장산술은 원주율의 근사값으로 3을 사용하는 것과 같이 부정확한 점이 있었으나, 유휘는 극한의 개념을 도입한 할원술(割圓術)을 도입하여 보다 정확한 원주율을 제시하였다. 가우스 소거법과 동일한 방식의 행렬 계산을 다루는 것과 같이 복잡한 계산도 다루고 있다. 특히 피타고라스의 정리를 다루는 구고(勾股)는 고대 중국의 기하학 지식 수준이 매우 높았다는 것을 보여준다.

### 브라마굽타
브라마굽타는 7세기 무렵 인도의 천문학자 겸 수학자로 당시 인도의 수학을 정리한 〈브라마스푸타시단타〉(힌디어: ब्राह्मस्फुटसिद्धान्त, 브라마 원리 선집)을 저술하였다. 그의 책에는 0의 도입과 같은 인도 수학의 중요 업적이 소개되어 있으며, 제12장에서는 원에 내접하는 사각형의 넓이를 계산하는 브라마굽타의 공식을 서술하였다.
브라마굽타는 이 외에도 브라마굽타 정리도 함께 서술하고 있다.

### 이슬람 수학
9세기 바그다드에서 활동한 박학가 타비트 이븐 꾸라(아랍어:  ثابت بن قرة)는 수학에서도 여러 가지 업적을 남겼다. 그는 양의 실수를 도입하여 수의 영역을 확장하였고, 적분법의 개념을 발전시켰으며, 구면삼각법을 연구하였다. 특히 기하학과 관련하여 에우클레이데스의 평행선 공리에 대해 의문을 나타내고 비유클리드 기하학의 기초를 놓았다. 타비트의 저술은 라틴어로 번역되어 유럽 수학 발전에 큰 영향을 주었다. 구면삼각법에서는 유클리드의 공준과 달리 한 점을 지나는 평행선은 없게 되고 삼각형 내각의 합은 언제나 180°보다 크다.

## 근대 기하학

### 해석기하학의 발전

직교 좌표계에 그려진 함수 f(x)의 특정 지점의 접선

해석기하학은 피에르 드 페르마와 르네 데카르트에 의해 수립되었다. 1629년 페르마는 해석기하학을 발명하였으며 아이디어를 짤막한 글로 설명하여 놓았는데, 그의 아이디어는 원고 상태로 1637년 초부터 돌아다녔지만 생전에 출간하지는 않았다. 데카르트는 페르마의 원고를 가지고 있었으며 《방법서설》의 부록으로 출판한 〈기하학〉에서 대수학을 사용하여 기하학 문제를 다루는 개념을 설명하였다. 페르마는 직교 좌표계를 고안하고 이를 이용하여 직선과 원의 일반적인 방정식과 포물선, 타원, 쌍곡선의 간단한 방정식을 구하였다. 뿐만 아니라 모든 일차 또는 이차방정식이 이러한 형태 중의 하나가 됨을 체계적이고 완전한 방법으로 보였다. 데카르트는 이러한 직교 좌표계를 널리 알리는 데 공헌하였고, 이 때문에 직교 좌표계는 데카르트의 이름을 따 데카르트 좌표계라고도 불리게 되었다.
페르마는 함수의 극한을 이용하여 그래프의 접선을 구하는 문제 역시 고찰하여 일반적인 풀이법을 발견하였다. 그러나 미적분학을 정립하고 완성시킨 것은 아이작 뉴턴과 고트프리트 빌헬름 라이프니츠였다. 둘은 각자 독립적인 방법으로 미적분학을 완성하였다. 뉴턴은 기하학을 바탕으로 순간적인 변화량을 구하는 방법을 발견하고 이를 유율법(영어: fluxion)이라고 불렀다. 뉴턴은 유율법을 곡선에 대한 접선과 곡률의 견지에서 파악하였다. 뉴턴은 1687년 《자연 철학의 수학적 원리》에 유율법을 발표하였다. 한편, 라이프니츠는 함수 f(x)에서 x가 무한히 작은 증분인 미분(영어: differential)의 변화량을 가질 때 f(x)의 변화량을 구하는 방법으로서 미분을 발견하였다. 라이프니츠는 1677년 무렵에는 미분의 계산방법과 표기법을 완성하였다. 오늘날에는 보다 수학적으로 효율적인 라이프니츠의 방법이 주로 쓰인다. 뉴턴과 라이프니츠는 미분의 발견 공로를 놓고 오랫동안 다투었으며 이로 인해 유럽의 수학계는 둘 중 누구를 지지하는 가를 놓고 심한 대립을 보이기도 하였다. 뉴턴과 라이프니츠는 서로 상대방이 자신의 아이디어를 훔쳤다고 비난하였다. 이러한 대립은 라이프니츠가 사망한 이후에도 계속되었다. 오늘날에는 뉴턴과 라이프니츠가 각자 독자적인 방법으로 미분을 발견했다고 본다.:102-141
1872년 펠릭스 클라인은 군론을 기하학에 적용시켰다. 클라인은 집합 S의 원소를 그 집합의 원소로 보내는 정칙변환의 개념에 근거하여, “기하학은 집합 S의 원소에 어떤 변환 군 Γ의 변환들을 시행시켰을 때 변치 않는 집합 S의 성질에 대한 연구”라고 정의하였다. 즉, 기하학은 좌표계 내에서 어떤 도형을 이동, 회전, 대칭, 확대 또는 축소와 같은 방법으로 변형시켜도 유지되는 그 도형이 갖는 고유의 성질을 연구하는 학문이란 뜻이다.

### 비유클리드 기하학의 출현

사케리의 이등변양직각사각형 연구. 위에서부터 직각의 전제, 둔각의 전제, 예각의 전제

에우클레이데스 공리계 가운데 평행선 공리는 오래 전부터 논란의 대상이 되어왔다. 평행선 공리는 다른 공리들에 대해 독립적이며 다른 공리들로부터 유도되지도 않는다. 다른 공리로부터 평행선 공리를 유도하려는 수 많은 시도가 있었으나 모두 실패하였고, 근대에 이르기까지 미해결 문제로 남아있었다. 1733년 지오바니 지롤라모 사케리는 《모든 오류로부터 해방된 유클리드》(라틴어: Euclides ab omninaevo vindicatus)를 출판하면서 평행선 공리를 받아들이지 않을 경우 이등변양직각사각형의 자명하지 않은 두 각(왼쪽 그림 참조)은 서로 크기가 같지만 그것이 반드시 직각이라고 말할 수 없다는 점을 발견하였다. 사케리는 열린 마음을 유지하면서 자명하지 않은 두 각이 직각이거나 예각 또는 둔각이 될 수 있다고 보았다. 사케리는 에우클레이데스의 평행선 공리를 지지하기 위해 예각이거나 둔각인 경우 모순이 생긴다는 점을 발견하고자 하였으나, 평행선 공리와 논리적으로 동치인 가정을 하지 않고는 이를 해결할 수 없었다.
19세기에 들어 세 명의 수학자가 이 문제를 해결할 수 있는 영감을 떠올렸다. 카를 프리드리히 가우스는 삼각형의 내각의 합이 180°보다 작을 경우에도 기하학의 다른 공리들이 여전히 유효하다는 것을 증명하였다. 가우스는 개인적인 편지에서 아래와 같이 밝혔다.
삼각형의 세 내각의 합이 180도보다 작다고 가정하니까 우리가 지금까지 알고 있는 기하학과는 전혀 다른 이상한 기하학이 생겼는데, 아무리 살펴 보아도 모순이라고는 전혀 찾아볼 수가 없어서 나는 아주 만족스럽네. …… 내 발견을 논문으로 발표하는 일은 내 생전에는 있지 않을 거야. 왜냐하면 내가 이것을 발표하면 아둔한 사람들이 얼마나 악을 쓰면서 덤비겠어. 그게 겁나네.— 가우스

1832년 보여이 야노시가 가우스와 동일한 발견을 하고 가우스에게 이를 알리자 가우스는 자신이 이미 30년 전에 동일한 결과를 발견했었다고 답신을 보낸다. 이 일로 보여이는 매우 큰 상심을 겪었다. 얼마 지나지 않아 보여이는 1829년 러시아의 수학자 니콜라이 로바쳅스키 역시 비유클리드 기하학의 해설서를 발표하였다는 것을 알게 된다. 한편 베른하르트 리만은 직선의 길이가 무한하다는 에우클레이데스의 두 번째 공리에 의문을 제기하고 유한한 길이를 가지면서 한계는 없는 직선을 도입하여 삼각형 내각의 합이 180°보다 큰 기하학 역시 가능하다는 것을 보였다.
오늘날 사케리, 가우스, 보여이, 리만은 비유클리드 기하학의 창시자로 인정 받고 있다.

### 위상수학
18세기 오일러가 위상수학의 아이디어를 구체화했다. 기하학에서 다루는 길이, 부피 등 측정할 수 있는 양이 아닌 공간이나 도형의 근원적인 성질을 다루는 수학이 위상수학이다. 다면체에 대한 오일러의 공식 $V-E+F=2$는 면, 변, 꼭짓점의 개수가 수학의 대상이 되었음을 보였고 위상수학이 탄생했다.

## 주해
1. ↑  즉 정의역과 치역이 같은 집합이 되는

## 같이 보기
- 유클리드 기하학
- 비유클리드 기하학
- 수학사
- 공간#수학